# Biodiversità

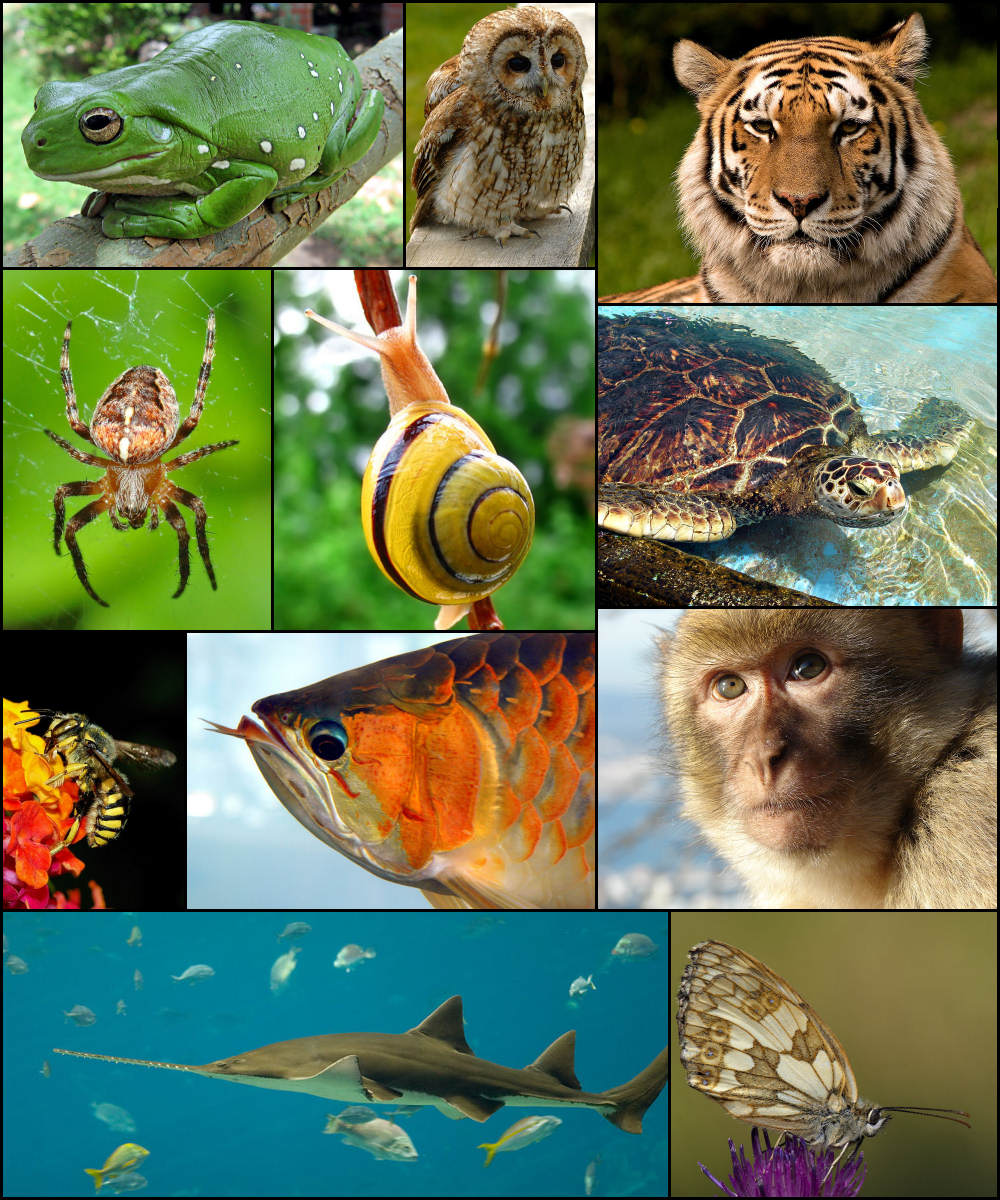

La diversità biologica o biodiversità, in ecologia, è la varietà di organismi viventi nelle loro diverse forme, e nei rispettivi ecosistemi. Secondo il Glossario Dinamico ISPRA-CATAP, per biodiversità entro un determinato ambiente si intende appunto la varietà di organismi viventi in esso presenti.
Essa comprende l'intera variabilità biologica di geni, specie, nicchie ecologiche ed ecosistemi con le risorse genetiche considerate la componente determinante della biodiversità all'interno di una singola specie. Le specie descritte dalla scienza sono in totale circa 1,74 milioni, mentre il valore di quelle stimate oscilla da 3,63 a più di 111 milioni; tuttavia queste stesse stime risultano incomplete in quanto nuove specie vengono scoperte e aggiunte continuamente al totale generale. L'estinzione di specie è invece la minaccia principale alla biodiversità. L'anno del 2010 è stato dichiarato l'Anno internazionale della biodiversità, mentre il decennio del 2011-2020-2022 è stato invece dichiarato il Decennio della Biodiversità.
Numerose sono le iniziative, su scala globale, volte a mitigare la perdita di biodiversità, proteggere e conservare le specie viventi, specialmente se autoctone o in pericolo di estinzione. Negli ultimi anni anche le nuove tecnologie di sequenziamento genomico sono impiegate per cercare di conoscere e limitare la perdita di biodiversità. L'impiego di queste tecnologie nella conservazione della biodiversità ha reso possibile lo sviluppo di una nuova materia: la genomica della conservazione, dove queste conoscenze e tecniche vengono condensate e sono unite per aiutare a proteggere le specie in pericolo.

## Significato del termine
Il termine biodiversità deriva dal greco bios che significa vita, e dal latino diversitas che significa differenza o diversità. Il termine biodiversità si è ormai consolidato e viene comunemente utilizzato nei diversi ambiti scientifici e culturali.

### Livelli di biodiversità
Si considerano tre diversi livelli di biodiversità:
- diversità genetica, la somma complessiva degli esseri viventi che abitano il pianeta;
- diversità di specie, che indica l'abbondanza e la diversità tassonomica di specie presenti per la terra;
- diversità di ecosistemi, con cui si indica l'insieme di tutti gli ambienti naturali presenti sul nostro pianeta.[1]

La biodiversità non è un valore fisso e stabile, ad esempio in un dato ambiente la biodiversità delle specie presenti può aumentare o diminuire nel tempo a causa di diversi fattori che possono essere di carattere naturale e/o antropico.

### "Darkspot" di biodiversità
I darkspot di biodiversità sono aree geografiche in cui si stima che si trovi il maggior numero di specie vegetali ancora sconosciute alla scienza. Un recente studio condotto dai botanici del Royal Botanic Gardens di Kew, Regno Unito, ha identificato 33 di queste zone, proponendo di concentrare gli sforzi di ricerca e conservazione in questi luoghi critici.
I darkspot di biodiversità rappresentano un'opportunità unica per la scienza e la conservazione, offrendo un punto di partenza per comprendere e proteggere la ricchezza vegetale del nostro pianeta.

#### Contesto
Sebbene la scienza abbia descritto e nominato circa 400.000 specie di piante, si stima che esistano decine di migliaia di specie, oltre 100.000, ancora da scoprire. Ogni specie svolge un ruolo cruciale negli ecosistemi, contribuendo alla complessità e alla stabilità della biodiversità del pianeta. Tuttavia, molti ecosistemi sono sotto minaccia a causa dell'estinzione di specie e della perdita di habitat, rendendo urgente l'azione per la conservazione.

#### Identificazione dei Darkspot
Lo studio ha identificato darkspot in diverse regioni del mondo, tra cui:
- 14 in Asia tropicale (Nuova Guinea, Vietnam, Myanmar, India, Assam, Filippine, Himalaya orientale, Borneo, Thailandia, Laos, Himalaya occidentale, Malacca, Bangladesh e Sumatra)
- 8 in Sudamerica (Colombia, Perù, Ecuador, Sud-est del Brasile, Venezuela, Costa Rica, Panama e Bolivia)
- 8 in Asia temperata (Cina centro-meridionale, Turchia, Iran, Cina sudorientale, Uzbekistan, Tagikistan, Afghanistan e Kazakistan)
- 2 in Africa (Madagascar e Province del Capo)
- 1 in Nordamerica (sudovest del Messico).

La maggior parte di queste aree coincide con quelle già riconosciute come hotspot di biodiversità, caratterizzate da elevati livelli di diversità biologica.

#### Necessità di Conservazione
Lo studio evidenzia che il 30% delle specie ancora sconosciute potrebbe essere a rischio di estinzione. La conservazione efficace richiede quindi una comprensione approfondita di quali specie siano presenti e dove si trovino. La ricerca si propone di affrontare le carenze tassonomiche e geografiche per accelerare la scoperta e la protezione delle specie vegetali.

#### Implicazioni Future
L'analisi dei darkspot fornisce un quadro utile per indirizzare le iniziative di conservazione, specialmente in vista della Cop16, la sedicesima conferenza delle Nazioni Unite sulla biodiversità, che si terrà in Colombia. Gli obiettivi stabiliti nel 2022 mirano a rallentare la perdita di biodiversità entro la fine del decennio, rendendo cruciale l'identificazione e la protezione di queste aree.

## Valore

### Dal punto di vista della vita dell'uomo
La biodiversità svolge anche un ruolo importante nei settori economici che guidano lo sviluppo, tra cui agricoltura, silvicoltura, pesca e turismo. La biodiversità ha influenze anche nelle produzioni agrarie dell'uomo. È grazie alle biodiversità presenti in paesi diversi, più spesso di una piccola regione, che risulta possibile avere delle produzioni con delle caratteristiche specifiche. Alcuni esempi pratici possono essere:
- La diversità genetica dell'uva determina le differenze fra i vari vitigni che rendono possibile avere diversi tipi di vino;
- La specificità genetica dei microrganismi di alcune grotte determina il sapore specifico di alcuni formaggi (ad es. il gorgonzola);
- La diversità genetica dei diversi ceppi di lieviti determina tra l'altro il diverso sapore dei prodotti lievitati o fermentati (ad es. birra, pane e pizza, yogurt etc.);
- Le diverse caratteristiche biologiche che consentono agli alberi di adattarsi alle varie condizioni climatiche determinano le caratteristiche specifiche dei vari legni per cui alcuni legni sono maggiormente usati in edilizia, altri nell'industria mobiliera o nella liuteria, nell'aeromodellismo, nelle costruzioni navali, come legna da ardere etc.;
- Le diverse caratteristiche biologiche che consentono alle foglie o ai fusti di alcune piante di adattarsi alle varie condizioni climatiche ne determinano la possibilità di utilizzo come fibre tessili (ad esempio le diverse qualità di cotone, lino etc.);
- Le diverse caratteristiche biologiche che consentono agli ovini, ai conigli, alle oche e a molti altri animali di difendersi dal freddo determinano le diverse varietà di lane o altri tessuti da noi utilizzati (ad esempio lambswool, merino, angora, alpaca, cammello, cashmere, seta, piumino d'oca etc.);
- La diversità ecologica e paesaggistica orienta le nostre scelte turistiche;

Di conseguenza esistono vari e importanti motivi per mantenere un'elevata biodiversità sia a livello nazionale che locale. La perdita di specie, sottospecie o varietà comporta infatti una serie di danni. Questi possono raggrupparsi come:
- ecologico, perché comporta un degrado della funzionalità degli ecosistemi;
- culturale, perché si perdono conoscenze e tradizioni umane legate alla biodiversità;
- economico, perché riduce le risorse genetiche con il loro potenziale sfruttamento economico.

Ad esempio, due specie di rane australiane del genere Rheobatrachus, che incubavano i propri piccoli nello stomaco, secernevano una proteina che inibiva la produzione di succhi gastrici che poteva risultare utile per lo sviluppo di nuovi medicinali per l'ulcera gastrica o altri disturbi. Purtroppo queste rane si sono estinte e si è conseguentemente persa la possibilità di studiare e produrre tale farmaco.
Il cambiamento climatico ha un effetto negativo sulla biodiversità. Di contro, il mantenimento di ecosistemi sani aiuta a mitigare gli effetti estremi dovuti al clima. La vegetazione nelle città protegge dall'effetto noto come isola di calore, la vegetazione costiera e le dune proteggono dagli effetti di tsunami o anche da più comuni burrasche o altri eventi climatici.
Più genericamente si può dire che la presenza di una ricca varietà di specie in un ambiente ne aumenta la sua resilienza, ossia la sua capacità di tornare "a posto" dopo avere subito uno stress. Con la moderna agricoltura, a causa dell'uso massiccio di poche varietà standard di sementi, sta diminuendo la biodiversità alimentare.

### Dal punto di vista biologico
L'importanza della biodiversità è data principalmente dal fatto che la vita sulla Terra, compresa quella della specie umana, è possibile principalmente grazie ai cosiddetti servizi forniti dagli ecosistemi che conservano un certo livello di funzionalità. Questi servizi sono generalmente raggruppati nei seguenti gruppi:
- Servizi di fornitura: ad es. cibo, acqua, foraggio, legno e fibre;
- Servizi di regolazione: ad es. stabilizzazione del clima, assesto idrogeologico, barriera alla diffusione di patogeni e parassiti, riciclo dei rifiuti, qualità dell'acqua;
- Servizi culturali: ad es. i valori estetici, ricreativi e spirituali;
- Servizi di supporto: ad es. formazione di suolo, fotosintesi e riciclo dei nutrienti.

La visione moderna del rapporto fra uomo e ambiente è quella che riconosce la diversità biologica come elemento chiave del funzionamento della Terra e l'uomo come un elemento determinante di questo sistema ecologico. La diversità biologica, quindi, è considerata a tutti i livelli ed include non solo la varietà delle specie e sottospecie esistenti, ma anche la diversità genetica e la diversità degli ecosistemi.

### Dal punto di vista filosofico
Henri Bergson è il filosofo che nella prima metà del Novecento si è occupato delle strategie evolutive e degli impulsi vitali (élan vitale) degli organismi viventi, e della loro tendenza allo sviluppo e alla differenziazione.
Il pensiero filosofico, anche se in maniera subliminale e con effetto ritardato, ha sempre avuto, e continua ad avere, una profonda influenza sull'opinione pubblica e quindi sulle scelte politiche di un periodo storico.
Negli anni dello sviluppo industriale, le politiche di sviluppo erano fortemente "antropocentriche" e consideravano le risorse naturali come un bene praticamente infinito e inesauribile a completa disposizione dell'uomo. Lo stesso Thomas Henry Huxley, biologo e filosofo britannico particolarmente influente, convinto sostenitore dell'evoluzionismo darwiniano, tanto da essere soprannominato il "mastino di Darwin", si era pubblicamente esposto sulle capacità della natura di rigenerarsi e di produrre risorse in maniera praticamente infinita.
Questo periodo storico, e le scelte politiche che lo hanno caratterizzato, hanno migliorato la qualità della vita nei Paesi occidentali ma a costo di una distruzione ed un degrado ambientale di cui ora iniziamo a pagare le conseguenze.
I movimenti ambientalisti ed animalisti che hanno seguito, prendono spunto da teorie filosofiche cosiddette "naturocentriche", ossia che mettono al centro del proprio interesse la vita delle piante e degli animali, considerando che il pianeta, o perlomeno la sua parte selvaggia, era inizialmente la loro casa.

## Misurazione
Il modo più semplice di misurare la biodiversità di un collettivo è quello di contare il numero delle modalità, ovvero delle specie presenti in una comunità ecologica.
La frequenza relativa può essere intesa come il peso, l'importanza, la rilevanza che ha la modalità all'interno del collettivo. È facile capire che anche le frequenze relative oltre al numero delle modalità, concorrono a definire il grado della diversità. A titolo di esempio consideriamo, infatti, due collettivi: siano essi due classi scolastiche o due gruppi sperimentali sui quali si vuole verificare l'efficacia di un processo formativo. Assumiamo che i due collettivi abbiano lo stesso numero di modalità. Supponiamo che il primo collettivo abbia lo stesso numero di unità per ciascuna modalità, mentre nel secondo il 90% delle unità ha una sola modalità mentre il restante 10% si distribuisce tra le rimanenti modalità. È spontaneo attribuire un maggior grado di diversità al primo collettivo. In quanto, sebbene il numero delle modalità è per entrambi i casi identico, nel secondo esempio si registra una più elevata omogeneità del collettivo potendo registrare una modalità fortemente prevalente rispetto a tutte le altre che, nel nostro contesto, risultano irrilevanti. Si intuisce, quindi, che una misura della biodiversità deve anche tener conto del livello della irrilevanza delle modalità; nel senso che maggiore saranno le modalità irrilevanti minore sarà la biodiversità a parità del numero di modalità.
Il più semplice indice di biodiversità è l'indice di ricchezza che opera un semplice conteggio del numero delle specie presenti. Alcuni indici di biodiversità, che invece tengono conto anche del numero di unità presenti per ogni specie sono l'indice di Shannon-Wiener e quello di Simpson. Il principale limite di queste misure è che, in determinate circostanze, possono dar luogo ad ordinamenti diversi sulla base della diversità.
Da un punto di vista della misura possiamo dire che la biodiversità è un fenomeno multivariato. Si rende necessario, quindi, qualora fosse possibile, trovare una misura sintetica della biodiversità che tenga conto dei suoi molteplici aspetti. Patil e Taillie (1979, 1982), in ambito biologico hanno introdotto il profilo di diversità, che oltre a tener conto di tutte le sfaccettature con cui si vuole interpretare la biodiversità, permette il confronto grafico tra più comunità ecologiche. Il profilo di diversità è un funzione che dipende dalla distribuzione delle specie all'interno di un collettivo e da un parametro ß. Al variare di questo parametro la funzione si trasforma negli indici di diversità più noti: per ß=-1 si ottiene l'indice di ricchezza, per ß=0 l'indice di Shannon e per ß=1 l'indice di Simpson. In tal modo si riescono a considerare contemporaneamente i tre indici e, tramite il confronto grafico delle funzioni che esprimono la biodiversità delle varie comunità, si può stabilire quale è più "diversa" delle altre.
Un indicatore che misura l'impatto dell'uomo sulla biodiversità è il Mean Species Abundance o MSA. L'MSA quantifica la variazione dell'abbondanza delle specie rispetto a un ecosistema di riferimento naturale non perturbato. Questo indice varia tra 0 e 1, dove 1 indica una condizione di abbondanza simile a quella di un ecosistema indisturbato, mentre 0 rappresenta una perdita totale di biodiversità. L'MSA è particolarmente utile per valutare gli impatti cumulativi delle pressioni antropiche sugli ecosistemi, offrendo una misura sintetica della perdita di biodiversità.
Dal momento che il profilo di diversità è una funzione, ulteriori studi ed approfondimenti in campo statistico hanno portato a considerare l'approccio funzionale. A tal proposito sono stati introdotti in dottrina alcuni strumenti funzionali per risolvere alcuni limiti classici dovuti alla sovrapposizione dei profili, che come noto genera difficoltà nello stabilire quale comunità presenti maggiore biodiversità. Il nuovo approccio sviluppato nell'ambito del processo sullo sviluppo sostenibile, tende invece a considerare la popolazione umana come una parte integrante dell'ecosistema, che ha la capacità e la possibilità di influenzarlo in maniera profonda, ma la cui vita dipende dalla presenza di ecosistemi sani e dalla vita stessa esistente sul Pianeta.

## Tutela
Con l'avvento delle biotecnologie durante il secolo scorso si è fatta sempre più impellente la necessità da parte dei singoli governi e delle organizzazioni internazionali di stabilire delle norme di regolamentazione atte alla tutela della biodiversità, sia vegetale e sia animale. In particolare, la biodiversità agro-alimentare di molte culture si riteneva potenzialmente minacciata dall'irruzione incontrollata sul mercato degli organismi geneticamente modificati, per i quali la legislazione varia di paese in paese, e in alcuni casi è deregolamentata.
Secondo uno studio pubblicato sulla rivista Science la distruzione degli habitat naturali per il loro sfruttamento agricolo ha talmente ridotto la varietà di piante e animali esistenti al punto che la biodiversità del globo è scesa sotto il "livello di guardia", con conseguenze potenzialmente disastrose per gli equilibri ambientali e per la stessa sopravvivenza dell'uomo. Secondo lo studio in oltre la metà della superficie terrestre, che ospita più del 70% della popolazione mondiale, il livello di biodiversità è talmente diminuito da minare la capacità degli ecosistemi di supportare nel futuro la vita umana.

## Legislazione

### Internazionale
Gli anni novanta del secolo scorso sono stati un decennio importante dal punto di vista della tutela della Biodiversità: il decennio dell'ambiente. Le Nazioni Unite e la Comunità europea hanno adottato diverse iniziative per la salvaguardia delle specie viventi e degli habitat naturali, anche se le basi erano state poste già a partire dai decenni precedenti; le principali iniziative internazionali a favore della biodiversità sono state:
- la Convenzione di Ramsar sulle zone umide del 1971
- la Convenzione di Washington del 1973, disciplinata in Europa dal Regolamento UE 338/97
- la Convenzione di Barcellona del 1978, emendata nel 1995, che diventa la Convenzione per la protezione dell'ambiente marino e la regione costiera del Mediterraneo
- la Convenzione di Berna del 1979
- la Convenzione di Bonn del 1983
- la Commissione per le risorse genetiche per il cibo e l'agricoltura del 1983
- la Convenzione sulla diversità biologica del 1992
- la Direttiva Habitat 92/43/CEE del 1992
- il Protocollo di Cartagena del 2003

La normativa europea non vieta accordi che limitano la facoltà degli agricoltori di incrociare tra loro e selezionare diverse specie di sementi e di piante, tali da aumentarne la biodiversità.

#### La Convenzione sulla Diversità Biologica
Nell'ambito dei trattati sviluppati dalle Nazioni Unite esiste anche la Convenzione sulla Diversità Biologica, o CBD, adottata a Nairobi, Kenya, il 22 maggio 1992 e che è stata ratificata ad oggi da 192 paesi; successivamente è stata aperta alla firma dei paesi durante il Summit Mondiale dei Capi di Stato tenutosi a Rio de Janeiro nel giugno 1992 insieme alla Convenzione quadro delle Nazioni Unite sui cambiamenti climatici ed alla Convenzione contro la Desertificazione, per questo denominate le tre Convenzioni di Rio.
Alla Conferenza delle Nazioni Unite sulla biodiversità, hanno raggiunto un accordo per proteggere entro il 2030 almeno il 30% delle terre e delle acque considerate importanti per la biodiversità.

### Italiana
L'Italia ha ratificato la Convenzione sulla Biodiversità con la legge 124/1994. Nel 2010 è stata adottata la Strategia Nazionale per la Biodiversità.
Definizione di biodiversità secondo la Strategia Nazionale per la Biodiversità 2010
È sinonimo di "diversità biologica". Per biodiversità di un determinato ambiente, in particolare, si intende la varietà di organismi viventi in esso presenti, attualmente minacciata dal progressivo aumento dei fattori inquinanti e dalla riduzione degli habitat. La biodiversità può essere descritta in termini di geni, specie ed ecosistemi. Lo sviluppo sostenibile dipende anche dalla comprensione, protezione e conservazione degli innumerevoli ecosistemi interattivi del pianeta.